# Schwammkugelgallwespe

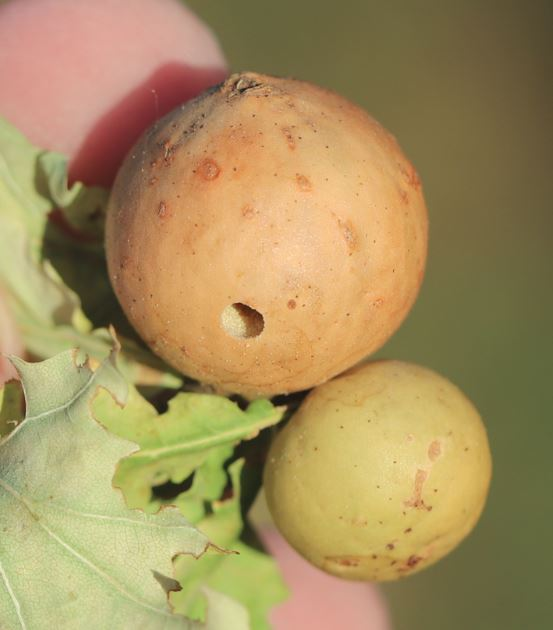
Gallapfel mit Öffnungsloch

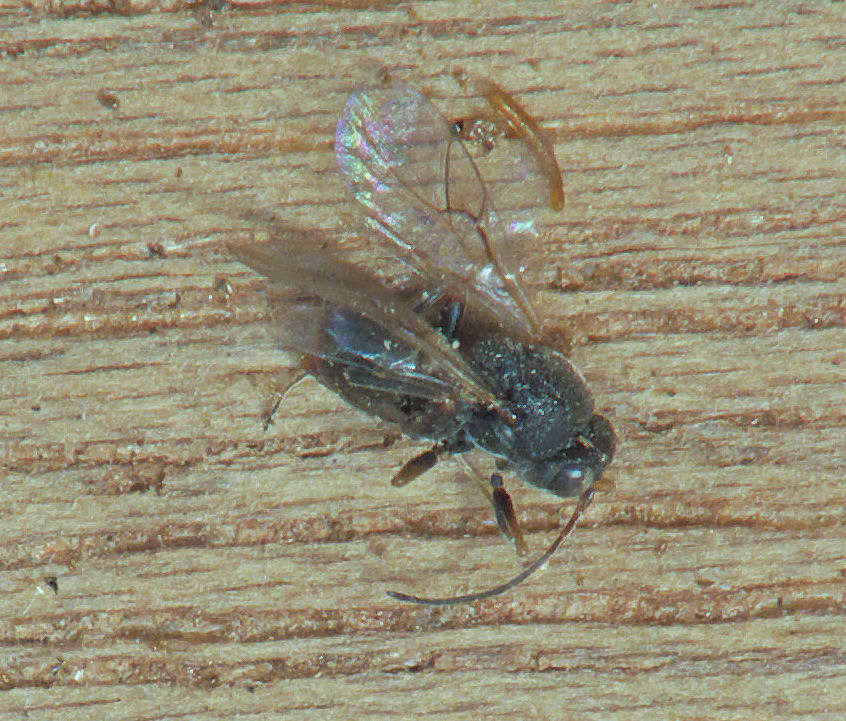
Männchen

Die Schwammkugelgallwespe (Andricus kollari) ist ein Vertreter der Familie der Gallwespen (Cynipidae). Die Art wurde von dessen Erstbeschreiber Theodor Hartig nach Vincenz Kollar, einem österreichischen Zoologen, Entomologen und Publizisten, benannt.

## Gallen
Die kugelförmigen Galläpfel der parthenogenetischen Generation erreichen einen Durchmesser von bis zu 20 mm. Die noch frischen Galläpfel beobachtet man ab Juni. Diese sind anfangs grün und färben sich später gelb-bräunlich. Sie sitzen an der Stelle, wo sich gewöhnlich eine Knospe bildet. Die Gallen der ungeschlechtlichen Generation findet man an verschiedenen Eichen (Quercus). Zu diesen zählen insbesondere die Stieleiche (Quercus robur) und die Traubeneiche (Quercus petraea). 
Die Gallen der geschlechtlichen Generation findet man nur an der Zerreiche (Quercus cerris) und an der Immergrünen Eiche (Quercus × hispanica). Die Gallen sind etwa 1,5 × 4 mm groß, zäpfchenförmig und sitzen an den Knospen.

## Insekt
Die Imagines der geschlechtlichen Generation besitzen eine Körperlänge von 1,7–2 mm. Die Männchen haben einen dunkelbraun bis schwarz gefärbten Kopf und Thorax. Der Hinterleib ist schwarz. Die Beine sind gelb-braun. Die Weibchen der geschlechtlichen Generation sind vollständig dunkelbraun gefärbt.
Die Weibchen der ungeschlechtlichen Generation sind 3,5–5 mm groß und sind vollständig rot gefärbt. Sie besitzen den typischen Körperbau von Gallwespen: ein verhältnismäßig kleiner Kopf, einen übergroßen Thorax mit sich daran anschließendem Schildchen sowie einen großen rundlichen Hinterleib.

## Verbreitung
Die Art ist in Europa weit verbreitet. Sie fehlt offenbar auf der skandinavischen Halbinsel.

## Lebensweise
Die Weibchen der ungeschlechtlichen Generation schlüpfen im Sommer oder im Herbst (August bis Oktober) aus einem bis zu 2,5 mm großen Loch des Gallapfels. Ihre Lebenserwartung liegt bei ein bis zwei Wochen. In dieser Zeit legen sie die Eier der geschlechtlichen Generation an den entsprechenden Wirtsbäumen ab. Die Entwicklung beider Generationen (vom Ei bis zum Imago) kann häufig zwei Jahre dauern. Für die Ablage der Eier werden jüngere Bäume und Triebe bevorzugt. Die Imagines der geschlechtlichen Generation erscheinen im Frühjahr. Nach der Paarung findet die Eiablage statt. Die sich im Anschluss an den Wirtsbäumen entwickelnden Galläpfel ersetzen an den Stellen die Knospen.

## Inquilinen und weitere Nutzer der Galläpfel
Als Inquilinen  werden folgende Arten genannt:
Ceroptres clavicornis, Synergus gallaepomiformis, Synergus gallaicus, Synergus hayneanus, Synergus ibericus, Synergus pallidipennis, Synergus reinhardi und Synergus umbraculus.
Die Grabwespen der Art Pemphredon austriaca legen ihre Brutzellen in den verlassenen Galläpfeln von Andricus kollari an.